# Marvin Martins
Marvin Martins Santos da Graça (* 17. Februar 1995 in Luxemburg-Stadt) ist ein luxemburgischer Fußballspieler, der beim FC Winterthur in der Schweiz unter Vertrag steht.

## Karriere

### Verein
Von seinem Heimatverein FC Schifflingen 95 wechselte er über RFC Union Luxemburg weiter zu Jeunesse Esch, wo er 2013 luxemburgischer U19-Meister sowie Pokalsieger wurde. Ab der Saison 2013/14 spielte er dann im Seniorenbereich für Jeunesse Esch und wechselte im Sommer 2018 weiter zum Ligarivalen Progres Niederkorn. Doch schon ein Jahr später unterschrieb er einen Vertrag beim ukrainischen Erstligisten Karpaty Lwiw. Im September 2020 folgte dann der Wechsel zum portugiesischen Zweitligisten Casa Pia AC. Für Casa Pia kam er in der Saison 2020/21 zu 28 Einsätzen in der Segunda Liga.
Zur Saison 2021/22 wechselte er zum österreichischen Bundesligisten FK Austria Wien. Im Mai 2023 wurde sein Vertrag bis Sommer 2025 verlängert. Insgesamt kam er für die Austria zu 66 Einsätzen in der Bundesliga.
Im Januar 2025 wechselte Martins in die Niederlande zum Erstligisten Almere City. Mit dem Verein stieg er am Ende der Saison als Tabellenletzter in die Eerste Divisie ab, in zwölf Ligaspielen erzielte Martins dabei einen Treffer. Im August 2025 nahm ihn dann der Erstligist FC Winterthur aus der Schweiz unter Vertrag.

### Nationalmannschaft
Martins spielte erstmals am 4. Juni 2014 für Luxemburg beim Testspiel gegen Italien (1:1) in Perugia. Erst über drei Jahre später folgte am 31. August 2017 sein zweites Länderspiel zuhause in der WM-Qualifikation gegen Belarus (1:0). Zwei Monate später köpfte er beim Testspielsieg zuhause gegen Ungarn den Siegtreffer zum 2:1-Endstand.